# Giovanni Costantino
Giovanni Costantino (Messina, 1984. október 3. –) olasz labdarúgóedző, jelenleg a kirgiz Biskek City csapatának a vezetőedzője.

## Pályafutása
2013 és 2016 között a finn FC Futura csapatának utánpótlás-edzőjeként dolgozott. 2016-ban tagja lett a Marco Rossi vezetőedző által irányított Budapest Honvéd szakmai stábjának, amellyel a 2016–2017-es szezonban magyar bajnoki címet ünnepelt. A bajnoki cím megszerzése után Costantino követte Rossit a szlovák élvonalbeli DAC csapatához, majd miután Rossit 2018 nyarán kinevezték a magyar labdarúgó-válogatott szövetségi kapitányának, Costantino lett a magyar válogatott pályaedzője. A 2020-as labdarúgó-Európa-bajnokságot követően Costantino váltotta Michael Borist az MTK vezetőedzőjeként; a fővárosi csapatnál nyolc mérkőzés alatt három győzelmet, egy döntetlent és négy vereséget ért el a csapattal, 2021 októberében menesztették, helyét Teodoru Vaszilisz vette át megbízott edzőként.

## Edzői statisztika
Utolsó elszámolt mérkőzés dátuma: 2024. február 27.
| Csapat            | –tól                | –ig               | Statisztika | Statisztika | Statisztika | Statisztika | Statisztika | Statisztika | Statisztika | Statisztika |
| Csapat            | –tól                | –ig               | M           | GY          | D           | V           | RG          | KG          | GK          | GY %        |
| ----------------- | ------------------- | ----------------- | ----------- | ----------- | ----------- | ----------- | ----------- | ----------- | ----------- | ----------- |
| MTK Budapest      | 2021. május 18.     | 2021. október 4.  | 9           | 4           | 1           | 4           | 16          | 11          | +5          | 44.44%      |
| Casarano          | 2022. július 16.    | 2023. február 6.  | 23          | 8           | 13          | 2           | 33          | 23          | +10         | 34.78%      |
| Ajia Napa         | 2023. szeptember 5. | 2023. október 15. | 4           | 1           | 1           | 2           | 4           | 8           | –4          | 25%         |
| FC U Craiova      | 2023. október 16.   | 2024. február 28. | 18          | 7           | 3           | 8           | 23          | 22          | +1          | 38.89%      |
| Petrocub Hîncești | 2025. január 1.     | 2025. január 25.  | 0           | 0           | 0           | 0           | 0           | 0           | 0           | 0%          |
| Biskek City       | 2025. május 29.     | jelenleg is       | 9           | 1           | 4           | 4           | 10          | 14          | –4          | 11.11%      |
| Összesítve        | Összesítve          | Összesítve        | 63          | 21          | 22          | 20          | 86          | 78          | +8          | 33.33%      |